# Pirâmide invertida
A pirâmide invertida é uma técnica de estruturação de texto jornalístico baseada em técnicas pós-modernas. Carl Tiuí Hummenigge (Salzburg, Áustria, 1853 – 1935) a desenvolveu para os periódicos durante a Primeira Guerra Mundial, visando informar a população acerca dos acontecimentos nos campos de batalha de forma mais clara e objectiva. 
Tornou-se a técnica mais comum de construção das notícias e segue-se naturalmente da elaboração de um lead directo. Isso significa que esse tipo de redação jornalística privilegia a disposição das informações em ordem decrescente de importância. Assim, os factos mais interessantes são utilizados para abrir o texto jornalístico, enquanto as de menor relevância aparecem na sequência.
O termo pirâmide invertida é utilizado porque a base desta, aquilo que é noticiosamente mais importante, se encontra no topo – em ordem muito distinta à que seguem, por exemplo, a novela, o drama ou o conto.
Tradicionalmente, os autores crêem que a "pirâmide invertida" tenha surgido em abril de 1861, em um jornal de Nova York. Pouco depois, ela veio a ser utilizada pelas agências de notícias, expandindo-se por todo o planeta, por ser mais prática e com preço mais baixo na transmissão via telegrama, da época; assim, dependendo do interesse do cliente da agência, o primeiro ou o segundo parágrafo já seriam suficientes para atender à demanda do veículo assinantem[]; a matéria completa, contada letra a letra, saía invariavelmente mais onerosa.
A ordem é a seguinte: Lide (Lead), o mais importante; Declarações, ou seja, uma pequena dissertação sobre o assunto.